# Richard Priestman
Richard John Priestman (ur. 16 lipca 1955 w Liverpoolu) – brytyjski łucznik sportowy. Dwukrotny brązowy medalista olimpijski z Seulu (1988; drużynowo) i Barcelony (1992; drużynowo) oraz uczestnik igrzysk olimpijskich (1984).
W 1984 roku na igrzyskach w Los Anegeles indywidualnie zajął 48. miejsce. Cztery lata później w Seulu zdobył swój pierwszy medal olimpijski – drużynowy brąz z reprezentacją Wielkiej Brytanii w składzie Priestman, Leroy Watson, Steven Hallard, zaś indywidualnie był 57. W 1992 roku na igrzyskach w Barcelonie powtórzył sukces drużynowy (w składzie Priestman, Hallard, Simon Terry), zaś indywidualnie był 41.
Priestman łączył karierę sportową z funkcją urzędnika bankowego w Merseyside. Łącznie wystąpił na trzech z kolei igrzyskach olimpijskich w latach 1984–1992, ale odnosił sukcesy tylko drużynowo, podczas gdy jego najlepszym indywidualnym miejscem była 41. lokata w Barcelonie. Pod koniec kariery sportowej pracował w firmie zajmującej się produkcją sprzętu łuczniczego oraz został trenerem tej dyscypliny. Był trenerem juniorskiej reprezentacji łuczniczej Anglii, a w 2009 roku został szkoleniowcem kadry z Bangladeszu.
Ma żonę, Vladlenę Priestman (z domu Kołesnykową), łuczniczkę pochodzenia ukraińskiego, która reprezentowała Wielką Brytanię na igrzyskach olimpijskich 2000 w Sydney.

## Osiągnięcia
Igrzyska olimpijskie
- drużynowo (1988, 1992)